# Wojciech Ruciński
Wojciech Ruciński (ur. 10 marca 1964 w Piasecznie) – polski muzyk koncertujący i sesyjny, grający na gitarze basowej, kontrabasie i chapman stick.

## Życiorys
Pochodzi z miejscowości Konstancin-Jeziorna. Od 1981 roku stale związany z Warszawą. W latach 1984–1988 zdobywał zawód w Państwowej Szkole Muzycznej II stopnia im. J. Elsnera w Warszawie w klasie kontrabasu. Następnie studiował na Akademii Muzycznej im. F. Chopina w Warszawie (1988–1993). W latach 1985–2003 związany z klubem Riviera–Remont, gdzie brał udział w koncertach i cyklicznych imprezach jazzowych klubu. W 1987 r. wziął udział w festiwalu Jazz Juniors z wyróżnionym przez jury triem Marcina Małeckiego. Od 1987 do 1991 r. grał w zespole Magdy Żuk, a od 1987 do 1989 był członkiem kwartetu Kazimierza Jonkisza. W 1990 r. wziął udział pod kierownictwem muzycznym Wojciecha Borkowskiego w przygotowaniu i premierze przedstawienia „Piosenki Amerykańskie” w reżyserii Romualda Szejda w teatrze Scena Prezentacje. W tym samym roku rozpoczął współpracę w przygotowaniu musicalu Metro z Januszem Stokłosą, z którym pracował w Teatrze Dramatycznym, a później w teatrze Studio Buffo do czerwca 2005 roku. W latach 1991–1998 był członkiem reaktywowanego zespołu Klan Marka Ałaszewskiego. W 1993 r. zaczął koncertować z Alkiem Koreckim, z którym współpracuje do dziś. W latach 1993–2000 grał w zespołach m.in. Roberta Janowskiego, Katarzyny Groniec, Michała Milowicza, Zbigniewa Wodeckiego. Następnie (1996–2006) w zespołach Zefir Band i Zefir Trio eksperymentującego gitarzysty Marka „Zefira” Wójcickiego. Lata 2000–2012 to zespół Maryli Rodowicz – koncerty w kraju i na świecie, płyty, programy telewizyjne i radiowe. W latach 2011–2012 współpracował ze Stanisławem Sojką. Od 2013 współpracuje m.in. z Fabryką, Lester Kidson Power Trio i.in., od 2014 z zespołem Ireny Santor, a od 2016 z zespołem VooDoo Dog Natalii Sikory i zespołem Zacier.

## Dyskografia (wybrana)
- Janusz Stokłosa – Metro (1992)
- Klan – Po co mi ten Raj (1993)[2]
- Robert Janowski – Co mogę dać (1994)[3]
- Magda Żuk – Najbliżej i najdalej (1996)
- Kasia Kowalska – Czekając na... (1996)
- Janusz Stokłosa – Obok nas (1997)
- Marek "Zefir" Wójcicki – Zefir Band (singiel) (1997)
- Kabaret OT.TO – 7777 (1997)
- Jerzy Mamcarz – Jeszcze Tańczą Ogrody(1997)
- Alek Korecki – Korekcja (1998)
- różne zespoły, (występ z "Klanem") – Warszawski Rock&Roll Live in Concert (1998)
- Janusz Stokłosa – Ekstradycja 3 (1999)[4]
- Janusz Stokłosa – Przeżyj to Sam (2000)
- Maryla Rodowicz – Niebieska Maryla (2000)[5]
- Jerzy Czekalla – Born Again (2001)[6]
- Maryla Rodowicz – Życie ładna rzecz (2002)[7]
- Maryla Rodowicz –12 Najpiękniejsze Kolęd (2003)[8]
- Alek Korecki – Świat Aszkwili (2010)[9]
- Radosław Kordowski – Gethsemane Live 2006 (2007)
- Maryla Rodowicz – Jest Cudnie (2008)[10]
- Alek Korecki – Freak Kiss (2012)[11]
- Maryla Rodowicz – Buty 2 1/2 (2012)[12]
- Karat Napalm Grupa – Polsko Warszawski (2014)[13]
- Lion Shepherd – Hiraeth (2015)[14]
- Czesław Mozil – Szkoła Uwodzenia Czesława M. (utwór Babę zesłał Bóg) (2016)[15]
- Natalia Sikora – Burried Alive in the Blues (2016)[16]
- Fabryka – Sierpień (2016)[17]
- Justyna Bacz – Dalida - Pieśń Miłości (2017)[18]
- Zacier – Podróże w czasie (2017)[19]
- Karat Napalm Grupa – Orzeł i Syrenka (2018)[20]
- Natalia Sikora – Ailatan (2019)[21]
- Justyna Bacz – Dalida - Pieśń Miłości Live (2019)
- Zacier – Nie zabijaj Motyli (2019)[22]